# Bren
Bren (Brno Enfield) — англійський ручний кулемет, модифікація чехословацького кулемета ZB-26. Розробка Bren почалася в 1931 році. 1934 року з'явився перший варіант кулемета, який мав назву ZGB-34. Остаточний варіант з'явився 1938 року і був запущений в серійне виробництво. Новий кулемет отримав свою назву від перших двох букв назви міст Брно (Brno) і Енфілд (Enfield), в яких було розгорнуто виробництво. На озброєння Британських військ BREN Mk1 був прийнятий 8 серпня 1938.

## Історія створення
Кулеметне озброєння армії Великої Британії протягом майже ста років складалося із зарубіжних систем, які вироблялися в країні. Те ж стосується і ручного кулемета «Брен».
Ще в середині 20-х років військовим керівництвом Великої Британії був оголошений конкурс на кулемет, який повинен був замінити важкий «Льюїс», проте з представлених британських, французьких, данських, чеських і швейцарських систем жодну не вибрали. На випробуваннях 1932 перше місце зайняв «Віккерс-Бертьє», однак новий кулемет покликаний був замінити і станковий «Віккерс», і ручний «Льюїс», а «Віккерс-Бертьє» вимогу інтенсивної стрільби з верстата задовольнити не зміг, тому потрапив на озброєння лише в індійські частини.
Останнім за часом включеним в конкурс виявився чехословацький кулемет ZB-26 (Zbrojovka Brno) калібру 7.92 Маузер, доданий на випробування за наполяганням Британського військового аташе в Чехословаччині. За результатами першого туру випробувань чеський кулемет показав відмінні результати, і заводу в Брно був замовлений його варіант під англійський патрон .303, знаний як ZGB-30 (Zbrojovka, Great Britain, 1933).
Відбулася ще низка етапів випробувань і цілий ряд доробок, що виразилися в появі варіантів кулеметів ZGB-33 і ZGB-34. Наприкінці 1934 року було ухвалено рішення про те, що кулемет ZGB-34 повністю відповідає вимогам британської армії, і було підписано ліцензійну угоду про передачу права на виробництво нового кулемета.
Серійне виробництво нового кулемета, що отримав назву BREN (BRno і ENfield), було розгорнуто в 1937 році на заводі в місті Енфілд (Royal Small Arms Factory).

## Використання

### Друга світова війна
У серпні 1938 року на озброєння прийняли першу модифікацію, що отримала позначення Мк 1. Цей кулемет в цілому повторював прототип, однак приклад був забезпечений відкидною плечовою опорою, також додали рукоятку для лівої руки. Цей зразок особливого визнання не отримав, тому при спрощенні конструкції їх усунули першими. Масове виробництво було розгорнуто в 1939 році, після нападу на Польщу Німеччини випуск був доведений до 400 штук на тиждень. В кінці року піхоту британських військ оснастили кулеметами «Брен».

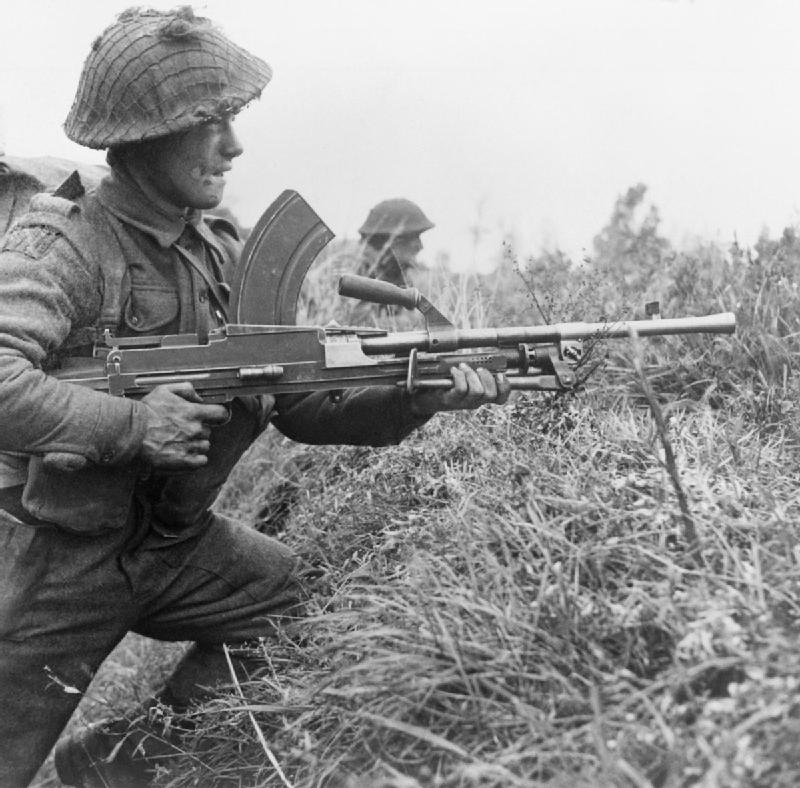
Солдат шотландського королівського полку з BREN, Нідерланди, 1944 рік

До червня 1940 року в армії налічувалось понад 30 тис. кулеметів Мк.1 «Брен». Оскільки велику кількість даних кулеметів було залишено біля Дюнкерка, «Брен» і прототип ZB-26 потрапили на службу до вермахту, британська армія, готуючись відбити вторгнення, мала лише 2,3 тис. кулеметів «Брен». Компанія «Royal Small Arms Factory» з дуже великою напругою намагалася наростити випуск, намагаючись спростити виробництво. До 1943 року виробництво довели до рівня 1000 кулеметів на тиждень.

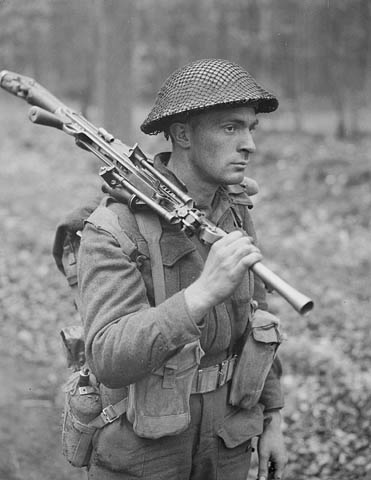
Bren на озброєнні канадської армії, 1945 рік

Під час Другої світової війни виробництво кулеметів Bren також було розгорнуто в Канаді на заводі «John Inglis Co» і в Австралії на заводі «Lithgow Small Armsfactory». Крім того, в ході війни конструкція кулемета поступово спрощувалася з метою здешевлення і прискорення виробництва, що було відображено у появі модифікацій Bren Mk.2, Bren Mk.3, Bren Mk.4.

### Після Другої світової війни
Кулемети Bren через свою надійність і простоту використовувались в багатьох конфліктах по всій земній кулі як ручні кулемети піхотних підрозділів. Останній конфлікт в якому «Bren» офіційно брав участь — Фолклендська війна 1982 року.

## Система
Робота автоматики була заснована на відводі з каналу ствола порохових газів. Змінний ствол і ствольна коробка з'єднувалися сухарно-нарізним сполученням за допомогою поворотної муфти ствольної коробки і рукоятки. Для заміни ствола потрібно близько 7 секунд. Перестановку регулятора можна було зробити без розбирання кулемета, верхівкою кулі патрона за кілька секунд. Замикання каналу ствола здійснювалося перекосом затвора. Головною відмінністю від прототипу (кулемета ZB-30) був рух ствола і ствольної коробки під час пострілу назад уздовж спускової рами. Таким чином, дія віддачі частково компенсувалася. Рух рухомої частини гасився амортизатором, який повертав в переднє положення частини, які відкотились.
Приціл діоптричний, секторного типу. На правій стороні ствольної коробки розташована рукоятка зведення затвора. На лівій стороні розташований прапорець запобіжника. При перегріві ствол можна замінити на запасний. Для уникнення опіків рук стрільця при його заміні, в середній частині ствола є дерев'яна ручка. Вона також служила ручкою для перенесення кулемета.

## Живлення
Живлення кулемета здійснювалось патронами з магазинів: коробчатого на 30 і дискового на 100 патронів, зазвичай коробчатий магазин заряджали тільки 28 патронами, причиною була жорстка пружина. Конструкторам вдалося створити магазин із дворядним розташуванням патронів, що є досить незвичним для патронів з виступаючою закраїною, до типу яких належав .303 British.
Магазин кріпився зверху ствольної коробки, при знятому магазині вікно приймача закривалося кришкою, яка фіксувалася засувкою магазина. Лямка магазина була розташована за приймачем магазина.

## Технічні характеристики

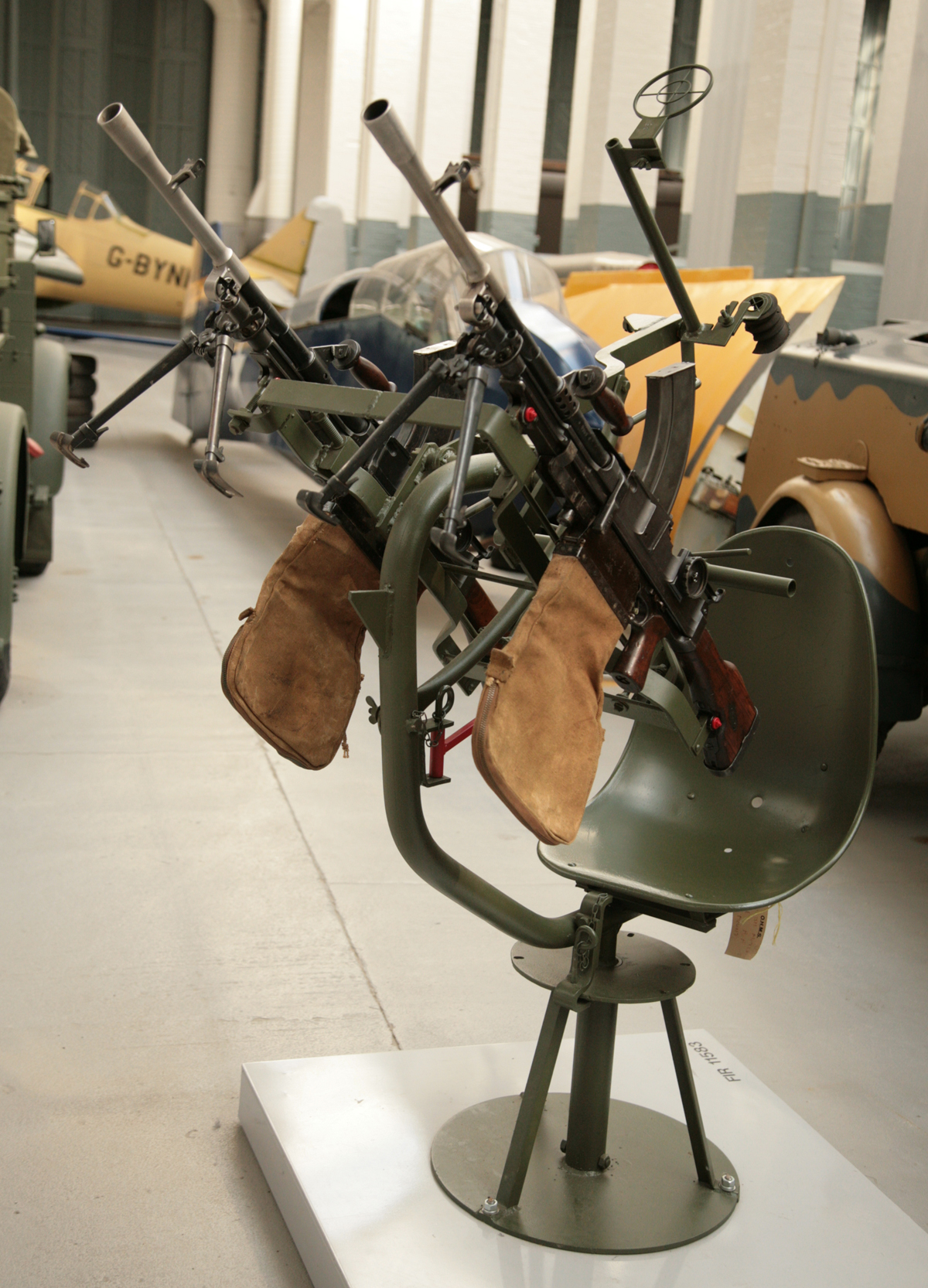
Зенітний варіант

| варіант                              | Mk I                     | Mk II                    | Mk III               | Mk IV                | L4A4                 |
| Патрон                               | .303 (7,7×56 мм R)       | .303 (7,7×56 мм R)       | .303 (7,7×56 мм R)   | .303 (7,7×56 мм R)   | 7,62×51 мм НАТО      |
| Довжина, мм:                         | 1156                     | 1156                     | 1153                 | 1153                 | 1156                 |
| Довжина ствола, мм:                  | 635                      | 635                      | 572                  | 572                  | 635                  |
| Маса (без магазина), кг:             | 8,68                     | 8,68                     | 8,76                 | 8,69                 | 8,68                 |
| Темп стрільби, пострілів на хвилину: | 500                      | 540                      | 480                  | 520                  | 520                  |
| Тип живлення                         | Магазин, 30/100 патронів | Магазин, 30/100 патронів | Магазин, 30 патронів | Магазин, 30 патронів | Магазин, 30 патронів |

## Модифікації
За час експлуатації Bren було зроблено близько 11 значних модифікацій. В більшості модифікацій кулемет міг встановлюватися на спеціальні верстати-триноги, що дозволяли вести вогонь як по наземних, так і по повітряних цілях, а також на техніку (автомобілі-всюдиходи, гусеничні тягачі і транспортери).